# 1968年メキシコシティーオリンピックの競泳競技
1968年メキシコシティーオリンピックにおける競泳競技（1968ねんメキシコシティーオリンピックのきょうえいきょうぎ）は、1968年に実施された。

## 概要
今大会より実施種目が大幅に増えた。男子は200m自由形、100m背泳ぎ（前回大会は200m背泳ぎ）、100m平泳ぎ、100mバタフライ、200m個人メドレーが追加され全15種目となり、女子は200m自由形、800m自由形、200m背泳ぎ、100m平泳ぎ、200mバタフライ、200m個人メドレーが追加され全14種目となった。

## 競技結果

### 男子
| 種目                   | 金                                                                                                 | 金        | 銀 | 銀        | 銅 | 銅        |
| ---------------------- | -------------------------------------------------------------------------------------------------- | --------- | --- | --------- | --- | --------- |
| 100m自由形             | マイク・ウェンデン オーストラリア (AUS)                                                            | 52秒2     | ケネス・ウォルシュ アメリカ合衆国 (USA)                                                                  | 52秒8     | マーク・スピッツ アメリカ合衆国 (USA)                                                                    | 53秒0     |
| 200m自由形             | マイク・ウェンデン オーストラリア (AUS)                                                            | 1分55秒2  | ドン・ショランダー アメリカ合衆国 (USA)                                                                  | 1分55秒8  | ジョン・ネルソン アメリカ合衆国 (USA)                                                                    | 1分58秒1  |
| 400m自由形             | マイケル・バートン アメリカ合衆国 (USA)                                                            | 4分09秒0  | ラルフ・ハットン カナダ (CAN)                                                                            | 4分11秒7  | アラン・モスコーニ フランス (FRA)                                                                        | 4分13秒3  |
| 1500m自由形            | マイケル・バートン アメリカ合衆国 (USA)                                                            | 16分38秒9 | ジョン・キンゼラ アメリカ合衆国 (USA)                                                                    | 16分57秒3 | グレッグ・ブロフ オーストラリア (AUS)                                                                    | 17分04秒7 |
| 100m背泳ぎ             | ローラント・マッテス 東ドイツ (GDR)                                                                | 58秒7     | チャールズ・ヒックコックス アメリカ合衆国 (USA)                                                          | 1分00秒2  | ロン・ミルズ アメリカ合衆国 (USA)                                                                        | 1分00秒5  |
| 200m背泳ぎ             | ローラント・マッテス 東ドイツ (GDR)                                                                | 2分09秒6  | ミッチェル・アイビー アメリカ合衆国 (USA)                                                                | 2分10秒6  | ジャック・ホーズリー アメリカ合衆国 (USA)                                                                | 2分10秒9  |
| 100m平泳ぎ             | ドン・マッケンジー アメリカ合衆国 (USA)                                                            | 1分07秒7  | ウラジミール・コシンスキー ソビエト連邦 (URS)                                                            | 1分08秒0  | ニコライ・パンキン ソビエト連邦 (URS)                                                                    | 1分08秒0  |
| 200m平泳ぎ             | フェリペ・ムニョス メキシコ (MEX)                                                                  | 2分28秒7  | ウラジミール・コシンスキー ソビエト連邦 (URS)                                                            | 2分29秒2  | ブライアン・ジョブ アメリカ合衆国 (USA)                                                                  | 2分29秒9  |
| 100mバタフライ         | ダグ・ラッセル アメリカ合衆国 (USA)                                                                | 55秒9     | マーク・スピッツ アメリカ合衆国 (USA)                                                                    | 56秒4     | ロス・ウェールズ アメリカ合衆国 (USA)                                                                    | 57秒2     |
| 200mバタフライ         | カール・ロビー アメリカ合衆国 (USA)                                                                | 2分08秒7  | マーティン・ウッドロフ イギリス (GBR)                                                                    | 2分09秒0  | ジョン・フェリス アメリカ合衆国 (USA)                                                                    | 2分09秒3  |
| 200m個人メドレー       | チャールズ・ヒックコックス アメリカ合衆国 (USA)                                                    | 2分12秒0  | グレッグ・バッキンガム アメリカ合衆国 (USA)                                                              | 2分13秒0  | ジョン・フェリス アメリカ合衆国 (USA)                                                                    | 2分13秒3  |
| 400m個人メドレー       | チャールズ・ヒックコックス アメリカ合衆国 (USA)                                                    | 4分48秒4  | ゲーリー・ホール・シニア アメリカ合衆国 (USA)                                                            | 4分48秒7  | ミハエル・ホルトハウス 西ドイツ (FRG)                                                                    | 4分51秒4  |
| 4 x 100m自由形リレー   | アメリカ合衆国 ザック・ゾーン ステファン・レリッチ マーク・スピッツ ケネス・ウォルシュ             | 3分31秒7  | ソビエト連邦 セミヨン・ベリツ＝ゲイマン ヴィクトル・マザノフ ゲオルギ・クリコフ レオニード・イリイチェフ | 3分34秒2  | オーストラリア グレッグ・ロジャース ボブ・ウィンドル ロバート・キューザック マイケル・ウェンデン         | 3分34秒7  |
| 4 x 200m自由形リレー   | アメリカ合衆国 ジョン・ネルソン ステファン・レリッチ マーク・スピッツ ドン・ショランダー           | 7分52秒3  | オーストラリア グレッグ・ロジャース グラハム・ホワイト ボブ・ウィンドル マイケル・ウェンデン             | 7分53秒7  | ソビエト連邦 ウラジミール・ブレ セミヨン・ベリツ＝ゲイマン ゲオルギ・クリコフ レオニード・イリイチェフ   | 8分01秒6  |
| 4 x 100mメドレーリレー | アメリカ合衆国 チャールズ・ヒックコックス ドン・マッケンジー ダグラス・ラッセル ケネス・ウォルシュ | 3分54秒9  | 東ドイツ ローラント・マッテス エゴン・ヘニンガー ホルスト＝ギュンター・グレガー フランク・ヴィーガント   | 3分57秒5  | ソビエト連邦 ユーリ・ロマク ウラジミール・コシンスキー ウラジミール・ネムシロフ レオニード・イリイチョフ | 4分00秒7  |

### 女子
| 種目                   | 金                                                                                           | 金       | 銀                                                                                                   | 銀       | 銅                                                                                             | 銅       |
| ---------------------- | -------------------------------------------------------------------------------------------- | -------- | --- | -------- | ---------------------------------------------------------------------------------------------- | -------- |
| 100m自由形             | ジェーン・ヘン アメリカ合衆国 (USA)                                                          | 1分00秒0 | スーザン・ペダーセン アメリカ合衆国 (USA)                                                            | 1分00秒3 | リンダ・グスタフソン アメリカ合衆国 (USA)                                                      | 1分00秒3 |
| 200m自由形             | デビー・メイヤー アメリカ合衆国 (USA)                                                        | 2分10秒5 | ジェーン・ヘン アメリカ合衆国 (USA)                                                                  | 2分11秒0 | ジェーン・バークマン アメリカ合衆国 (USA)                                                      | 2分11秒2 |
| 400m自由形             | デビー・メイヤー アメリカ合衆国 (USA)                                                        | 4分31秒8 | リンダ・グスタフソン アメリカ合衆国 (USA)                                                            | 4分35秒5 | カレン・モラス オーストラリア (AUS)                                                            | 4分37秒0 |
| 800m自由形             | デビー・メイヤー アメリカ合衆国 (USA)                                                        | 9分24秒0 | パム・クルーズ アメリカ合衆国 (USA)                                                                  | 9分35秒7 | マリア・テレサ・ラミレス メキシコ (MEX)                                                        | 9分38秒5 |
| 100m背泳ぎ             | ケイ・ホール アメリカ合衆国 (USA)                                                            | 1分06秒2 | エレイン・タナー カナダ (CAN)                                                                        | 1分06秒7 | ジェーン・スワガーティ アメリカ合衆国 (USA)                                                    | 1分08秒1 |
| 200m背泳ぎ             | リリアン・ワトソン アメリカ合衆国 (USA)                                                      | 2分24秒8 | エレイン・タナー カナダ (CAN)                                                                        | 2分27秒4 | ケイ・ホール アメリカ合衆国 (USA)                                                              | 2分28秒9 |
| 100m平泳ぎ             | ジュルジカ・ビエドフ ユーゴスラビア (YUG)                                                    | 1分15秒8 | ガリナ・プロズメンシコワ ソビエト連邦 (URS)                                                          | 1分15秒9 | シャロン・ウィクマン アメリカ合衆国 (USA)                                                      | 1分16秒1 |
| 200m平泳ぎ             | シャロン・ウィクマン アメリカ合衆国 (USA)                                                    | 2分44秒4 | ジュルジカ・ビエドフ ユーゴスラビア (YUG)                                                            | 2分46秒4 | ガリナ・プロズメンシコワ ソビエト連邦 (URS)                                                    | 2分47秒0 |
| 100mバタフライ         | リン・マックレメンツ オーストラリア (AUS)                                                    | 1分05秒5 | エリー・ダニエル アメリカ合衆国 (USA)                                                                | 1分05秒8 | スーザン・シールズ アメリカ合衆国 (USA)                                                        | 1分06秒2 |
| 200mバタフライ         | アダ・コック オランダ (NED)                                                                  | 2分24秒7 | ヘルガ・リンドナー 東ドイツ (GDR)                                                                    | 2分24秒8 | エリー・ダニエル アメリカ合衆国 (USA)                                                          | 2分25秒9 |
| 200m個人メドレー       | クラウディア・コルブ アメリカ合衆国 (USA)                                                    | 2分24秒7 | スーザン・ペダーセン アメリカ合衆国 (USA)                                                            | 2分28秒8 | ジェーン・ヘン アメリカ合衆国 (USA)                                                            | 2分31秒4 |
| 400m個人メドレー       | クラウディア・コルブ アメリカ合衆国 (USA)                                                    | 5分08秒5 | リン・ビダリ アメリカ合衆国 (USA)                                                                    | 5分22秒2 | ザビーネ・シュタインバッハ 東ドイツ (GDR)                                                      | 5分25秒3 |
| 4 x 100m自由形リレー   | アメリカ合衆国 ジェーン・バークマン リンダ・グスタフソン スーザン・ペダーセン ジェーン・ヘン | 4分02秒5 | 東ドイツ ガブリエレ・ヴェッツコ ロズヴィータ・クラウゼ ウータ・シュムック ガブリエレ・ペルテス       | 4分05秒7 | カナダ アンジェラ・コクラン マリリン・コーソン エレイン・タナー マリオン・レイ                 | 4分07秒2 |
| 4 x 100mメドレーリレー | アメリカ合衆国 ケイ・ホール クリスティン・ボール エリー・ダニエル スーザン・ペダーセン       | 4分28秒3 | オーストラリア リン・ワトソン ジュディ・プレイフェア リン・マックレメンツ ジャネット・ステインベック | 4分30秒0 | 西ドイツ アンゲーリカ・クラウス ウータ・フローマター ヘイケ・ナーゲル ハイデマリー・ライネック | 4分36秒4 |

## 各国メダル数
| 順 | 国・地域             | 金 | 銀 | 銅 | 計 |
| -- | -------------------- | -- | -- | -- | -- |
| 1  | アメリカ合衆国 (USA) | 21 | 15 | 16 | 52 |
| 2  | オーストラリア (AUS) | 3  | 2  | 3  | 8  |
| 3  | 東ドイツ (GDR)       | 2  | 3  | 1  | 6  |
| 4  | ユーゴスラビア (YUG) | 1  | 1  | 0  | 2  |
| 5  | メキシコ (MEX)       | 1  | 0  | 1  | 2  |
| 6  | オランダ (NED)       | 1  | 0  | 0  | 1  |
| 7  | ソビエト連邦 (URS)   | 0  | 4  | 4  | 8  |
| 8  | カナダ (CAN)         | 0  | 3  | 1  | 4  |
| 9  | イギリス (GBR)       | 0  | 1  | 0  | 1  |
| 10 | 西ドイツ (FRG)       | 0  | 0  | 2  | 2  |
| 11 | フランス (FRA)       | 0  | 0  | 1  | 1  |